# 2014年亞洲運動會擊劍比賽
2014年亞洲運動會擊劍比賽為第十七屆亞洲運動會的其中一項競賽項目，共產生12面金牌；賽事於2014年9月20日至9月25日在仁川高陽體育館舉行。

## 參賽運動員
本屆擊劍比賽共有來自 27 個國家/地區的 271 名運動員參加，具體分布如下：

| - （1） - 汶莱（1） - 中国（24） - 中国香港（24） - 印度尼西亚（3） - 印度（24） - 伊朗（8） | - 日本（19） - （19） - （4） - 韩国（24） - 沙特阿拉伯（12） - 科威特（14） - 黎巴嫩（2） | - 中国澳门（8） - 蒙古（8） - 尼泊尔（4） - 菲律宾（2） - 巴勒斯坦（2） - （20） - 新加坡（16） | - 泰国（6） - 中华台北（5） - 阿拉伯联合酋长国（2） - （6） - 越南（12） - 也门（1） |

## 獎牌統計

### 國家獎牌榜
| 排名 | 国家／地区      | 金牌 | 银牌 | 铜牌 | 總數 |
| ---- | --------------- | ---- | ---- | ---- | ---- |
| 1    | 韩国（KOR）     | 8    | 6    | 3    | 17   |
| 2    | 中国（CHN）     | 3    | 4    | 5    | 12   |
| 3    | 日本（JPN）     | 1    | 1    | 3    | 5    |
| 4    | 伊朗（IRI）     | 0    | 1    | 0    | 1    |
| 5    | 中国香港（HKG） | 0    | 0    | 8    | 8    |
| 6    | （KAZ）         | 0    | 0    | 2    | 2    |
| 6    | 越南（VIE）     | 0    | 0    | 2    | 2    |
| 8    | 新加坡（SIN）   | 0    | 0    | 1    | 1    |
| 總計 | 總計            | 12   | 12   | 24   | 48   |

### 項目獎牌榜

#### 男子
| 項目       | 金牌                                                  | 银牌                                                                                  | 铜牌                                                                                         |
| 銳劍個人賽 | 鄭鎭善 · 韩国（KOR）                                  | 朴倞杜 · 韩国（KOR）                                                                  | Lim Wei Wen · 新加坡（SIN）                                                                  |
| 銳劍個人賽 | 鄭鎭善 · 韩国（KOR）                                  | 朴倞杜 · 韩国（KOR）                                                                  | Nguyễn Tiến Nhật · 越南（VIE）                                                               |
| 銳劍團體賽 | 韩国（KOR） · 朴相泳 · 鄭鎮善 · 朴倞杜 · 权永晙       | 日本（JPN） · 見延和靖 · 山田優 · 坂本圭右                                            | （KAZ） · 德米特里·阿列克萨宁 · 埃米尔·阿利姆扎诺夫 · Dmitriy Gryaznov · 鲁斯兰·库尔班诺夫   |
| 銳劍團體賽 | 韩国（KOR） · 朴相泳 · 鄭鎮善 · 朴倞杜 · 权永晙       | 日本（JPN） · 見延和靖 · 山田優 · 坂本圭右                                            | 越南（VIE） · Nguyễn Phước Điền · Phạm Hùng Dương · Nguyễn Tiến Nhật · Trương Trần Nhật Minh |
| 鈍劍個人賽 | 马剑飞 · 中国（CHN）                                  | 許俊 · 韩国（KOR）                                                                    | 太田雄貴 · 日本（JPN）                                                                       |
| 鈍劍個人賽 | 马剑飞 · 中国（CHN）                                  | 許俊 · 韩国（KOR）                                                                    | 陈海威 · 中国（CHN）                                                                         |
| 鈍劍團體賽 | 日本（JPN） · 太田雄貴 · 千田健太 · 三宅諒 · 藤野大樹 | 中国（CHN） · 雷声 · 马剑飞 · 李晨 · 陈海威                                           | 中国香港（HKG） · 張家朗 · 楊子加 · 張小倫 · 崔浩然                                          |
| 鈍劍團體賽 | 日本（JPN） · 太田雄貴 · 千田健太 · 三宅諒 · 藤野大樹 | 中国（CHN） · 雷声 · 马剑飞 · 李晨 · 陈海威                                           | 韩国（KOR） · 孫暎琪 · 許俊 · 金孝坤 · 金旻奎                                                |
| 軍刀個人賽 | 具本佶 · 韩国（KOR）                                  | 金政煥 · 韩国（KOR）                                                                  | 孙伟 · 中国（CHN）                                                                           |
| 軍刀個人賽 | 具本佶 · 韩国（KOR）                                  | 金政煥 · 韩国（KOR）                                                                  | 林衍聰 · 中国香港（HKG）                                                                     |
| 軍刀團體賽 | 韩国（KOR） · 金政煥 · 具本佶 · 元禹寧 · 吳恩錫       | 伊朗（IRI） · 阿里·帕克达曼 · 法尔扎德·巴赫尔 · 穆杰塔巴·阿贝迪尼 · 穆罕默德·拉赫巴里 | 中国（CHN） · 孙伟 · 许英明 · 方鑫 · 谭晟                                                    |
| 軍刀團體賽 | 韩国（KOR） · 金政煥 · 具本佶 · 元禹寧 · 吳恩錫       | 伊朗（IRI） · 阿里·帕克达曼 · 法尔扎德·巴赫尔 · 穆杰塔巴·阿贝迪尼 · 穆罕默德·拉赫巴里 | 中国香港（HKG） · 羅浩天 · 甄侃斌 · 林衍聰 · 陳智軒                                          |

#### 女子
| 項目       | 金牌                                              | 银牌                                            | 铜牌                                                                                |
| 銳劍個人賽 | 孙玉洁 · 中国（CHN）                              | 申雅嵐 · 韩国（KOR）                            | 崔仁贞 · 韩国（KOR）                                                                |
| 銳劍個人賽 | 孙玉洁 · 中国（CHN）                              | 申雅嵐 · 韩国（KOR）                            | 江旻憓 · 中国香港（HKG）                                                            |
| 銳劍團體賽 | 中国（CHN） · 孙一文 · 孙玉洁 · 许安琪 · 郝佳露   | 韩国（KOR） · 崔仁贞 · 申雅嵐 · 金明善 · 崔恩淑 | 中国香港（HKG） · 楊翠玲 · 江旻憓 · 朱嘉望 · 連翊希                                 |
| 銳劍團體賽 | 中国（CHN） · 孙一文 · 孙玉洁 · 许安琪 · 郝佳露   | 韩国（KOR） · 崔仁贞 · 申雅嵐 · 金明善 · 崔恩淑 | 日本（JPN） · 下大川綾華 · 大橋里衣 · 山田あゆみ                                    |
| 鈍劍個人賽 | 全希叔 · 韩国（KOR）                              | 乐慧林 · 中国（CHN）                            | 南賢喜 · 韩国（KOR）                                                                |
| 鈍劍個人賽 | 全希叔 · 韩国（KOR）                              | 乐慧林 · 中国（CHN）                            | 連寶香 · 中国香港（HKG）                                                            |
| 鈍劍團體賽 | 韩国（KOR） · 全希叔 · 吴荷娜 · 南贤喜 · Kim Mina | 中国（CHN） · 陈冰冰 · 王晨 · 乐慧林 · 刘咏诗   | 中国香港（HKG） · 廖恩尉 · 張楚瑩 · 鄭曉霖 · 連寶香                                 |
| 鈍劍團體賽 | 韩国（KOR） · 全希叔 · 吴荷娜 · 南贤喜 · Kim Mina | 中国（CHN） · 陈冰冰 · 王晨 · 乐慧林 · 刘咏诗   | 日本（JPN） · 西岡詩穗 · 柳岡はるか · 宮脇花綸                                      |
| 軍刀個人賽 | 李羅振 · 韩国（KOR）                              | 金智妍 · 韩国（KOR）                            | 李菲 · 中国（CHN）                                                                  |
| 軍刀個人賽 | 李羅振 · 韩国（KOR）                              | 金智妍 · 韩国（KOR）                            | 沈晨 · 中国（CHN）                                                                  |
| 軍刀團體賽 | 韩国（KOR） · 金智妍 · 李羅振 · 黃仙妸 · 尹智秀   | 中国（CHN） · 沈晨 · 郝佳露 · 李菲 · 余欣庭     | 中国香港（HKG） · 歐倩瑩 · 何笑妍 · 林衍蕙 · 張藝馨                                 |
| 軍刀團體賽 | 韩国（KOR） · 金智妍 · 李羅振 · 黃仙妸 · 尹智秀   | 中国（CHN） · 沈晨 · 郝佳露 · 李菲 · 余欣庭     | （KAZ） · Tatyana Prikhodko · Tamara Pochekutova · Diana Pamansha · Yuliya Zhivitsa |

## 外部連結
- 賽程和結果